# Bentley 6½ Litre
Vous lisez un « article de qualité » labellisé en 2011.
La Bentley 6½ Litre ou Bentley 6,5 Litre est une automobile sportive de luxe de la seconde moitié des années 1920, développée par le constructeur automobile britannique Bentley. Destinée à concourir en compétition, elle doit d’une certaine manière assurer la relève de la Bentley 3 Litre, la première automobile du constructeur, dont le palmarès sportif compte, en 1926, une victoire aux 24 Heures du Mans. Créée en 1923 et se déroulant sur le circuit de la Sarthe, cette course d’endurance de 24 heures séduit rapidement de nombreux pilotes et écuries, dont Bentley, qui y engage officiellement plusieurs automobiles dès 1925.
Cependant, la concurrence se fait de plus en plus vive, les performances et les vitesses de pointe des automobiles de course ne cessant d’augmenter. Pour préserver sa compétitivité, Bentley développe son premier moteur 6 cylindres en ligne d’une cylindrée de 6,6 litres, capable de délivrer une puissance de 147 ch. Pour autant, la 6½ Litre ne connaîtra que des déboires, mettant Bentley dans une situation difficile.
En 1928, Bentley entame la production d’une déclinaison plus performante de la 6½ Litre, grâce notamment à l’ajout d’un second carburateur. Connue sous le nom de Bentley Speed Six, cette version améliorée redore le blason de la 6½ Litre, en signant deux victoires consécutives aux 24 Heures du Mans 1929 et 1930 – succédant ainsi dignement à la 3 Litre et à la 4½ Litre, qui ont respectivement remporté les trophées de 1927 et de 1928 –, faisant d’elle l’une des plus fameuses automobiles du début du XXe siècle et de Bentley, l’un des constructeurs automobiles les plus célèbres.

## Contexte et développement

### Les débuts aux 24 Heures du Mans
Au début des années 1920, l’Automobile Club de l’Ouest annonce la création des 24 Heures du Mans, une épreuve d’endurance sur 24 heures où se relaient jour et nuit deux pilotes ; l’épreuve est avant tout destinée à favoriser l’essor et l’évolution technique de l’automobile. La première édition, qui se déroule les 26 et 27 mai 1923, voit s’affronter essentiellement des pilotes français mais suscite déjà beaucoup d’intérêt parmi les autres pilotes européens. En 1923 et 1924, le Canadien John Duff et le Britannique Frank Clement alignent ainsi au départ de la course une Bentley 3 Litre, la première automobile du constructeur Bentley. En 1924, après 120 tours effectués sur le circuit de la Sarthe, ils remportent l’épreuve.
Cette victoire est plutôt inattendue : en effet, bien que conscient de l’intérêt promotionnel d’une victoire en compétition, Walter Owen Bentley, le fondateur de Bentley, refusait jusque-là de s’engager aux 24 Heures du Mans par crainte d’écorner son image à cause d’un problème technique ; il expliquait que ses automobiles n’étaient pas conçues pour une utilisation intensive sur une période si longue. John Duff, l’un des premiers clients de Bentley, avait pour cette raison participé à la course mancelle au volant de sa propre 3 Litre Sport. Pour autant, W. O. Bentley lui a apporté son soutien en lui suggérant Franck Clement, l’un de ses pilotes d’essais, comme copilote. Rassuré par ce succès, Bentley monte dès l’année suivante une écurie à son nom qui intègre notamment les deux pilotes victorieux de 1924. Deux 3 Litres sont alignées au départ des 24 Heures du Mans 1925 mais sont contraintes à l’abandon à la suite de différents problèmes,.

### Le premier six cylindres

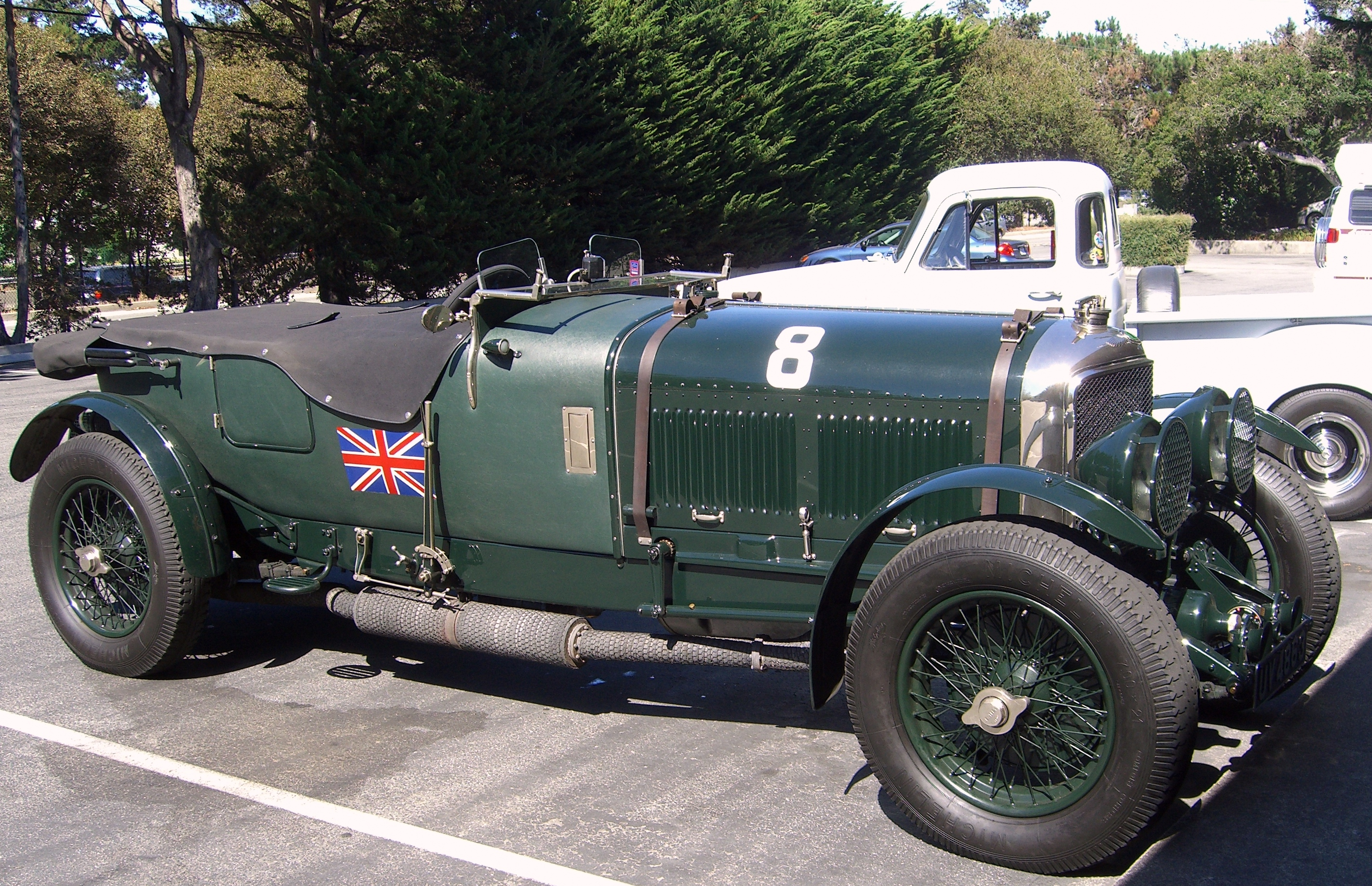
Une Bentley Speed Six dans sa livrée nationale, le British Racing Green.

Les 3 Litre se faisant un peu vieillissantes – elles sont produites depuis 1921 –, W. O. Bentley songe à développer une version plus performante et plus puissante. Il s’agit également de satisfaire une clientèle fortunée de gentleman drivers désirant « une automobile de grandes dimensions capable en particulier de supporter une lourde carrosserie sans perte significative de capacité d’accélération,, » ; les automobiles de la fin des années 1920 évoluent en effet de « Toys for Boys » (« jouets pour garçons ») à celui de moyen de locomotion quotidien se devant confortable et pratique si bien que les carrossiers développent des carrosseries plus souvent fermées et de plus en plus larges et luxueuses, donc lourdes,.
S’inspirant de la Rolls-Royce Phantom I de 7,7 litres de cylindrée, le constructeur anglais met alors au point un tout nouveau moteur : il s’agit de son premier six cylindres en ligne d’une cylindrée de 6 597 cm3, d’où le nom 6½ Litre. Malgré ses 147 ch, une puissance pratiquement deux fois supérieure à celle des 3 Litre, la 6½ Litre ne remporte aucune victoire en compétition. Elle souffre notamment d’une usure précoce et alarmante de ses pneus en course. C’est d’ailleurs l’une des raisons qui font que Bentley développera en 1927 la Bentley 4½ Litre.
Il faudra attendre octobre 1928 et l’apogée des Bentley Boys (un groupe d’hommes britanniques fortunés, « unis par leur amour de l’insouciance, de la haute couture et de la vitesse », passionnés par les modèles de course de la marque et décidés à faire renouer Bentley avec le succès) pour qu’une version sportive fiable, surnommée Speed Six, voie le jour et s’impose en compétition, voire domine les épreuves. Les courses auxquelles elle participe vont d’ailleurs permettre de montrer à quel point « elle s’avère puissante, rapide et fiable, toutes les qualités nécessaires aux courses d’endurance ».

## Technique

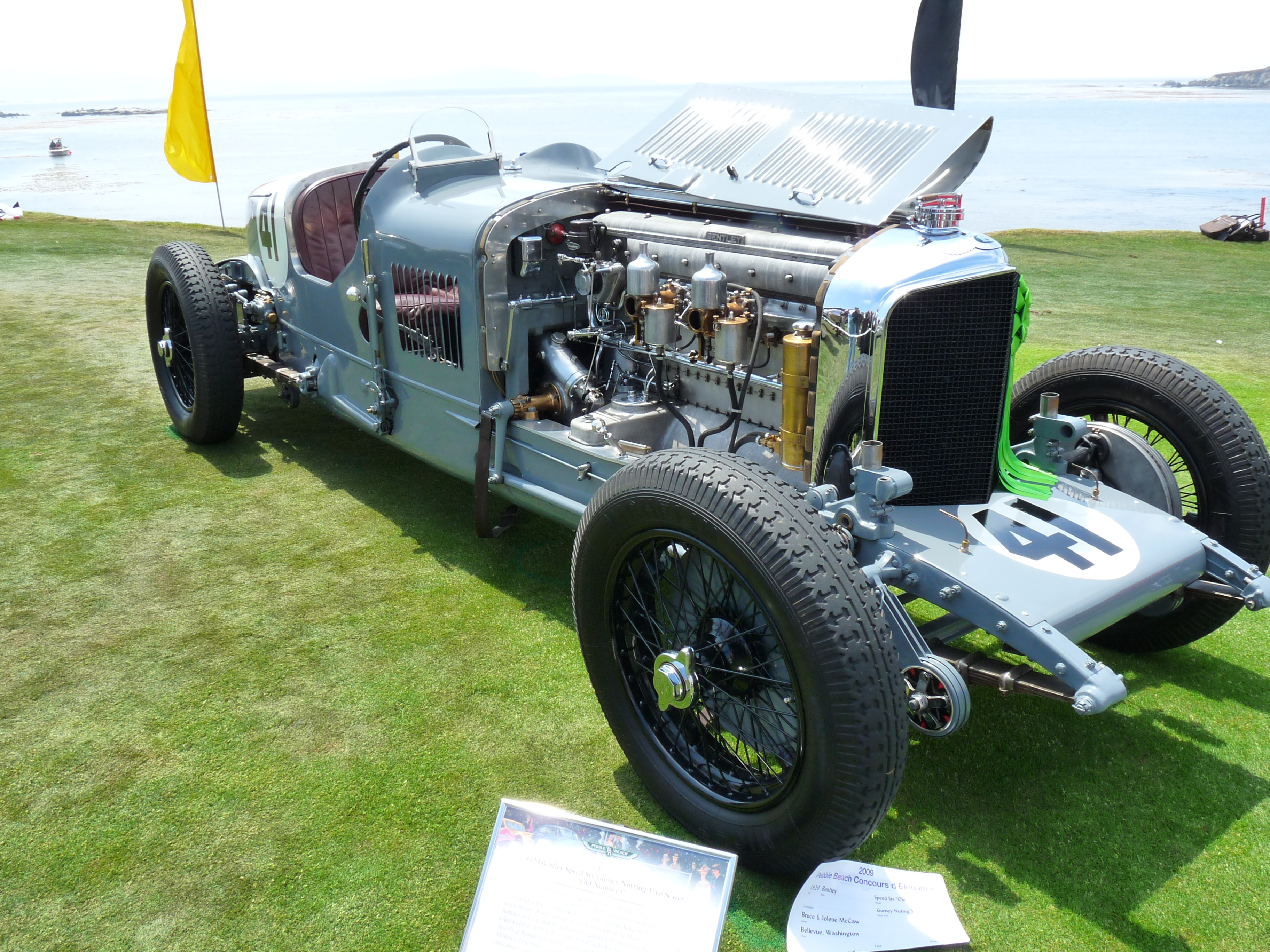
Le moteur 6 cylindres en ligne de la Speed Six Old Number One exposé.

Malgré l’écart de cinq années qui sépare leur conception, les Bentley 6½ Litre et 3 Litre reposent sur des bases mécaniques similaires. En effet, le moteur six cylindres en ligne de la 6½ Litre, réalisé dans un alliage léger, hérite de la plupart des caractéristiques du quatre cylindres de la 3 Litre. Le complexe système de distribution à un seul arbre à cames en tête actionnant quatre soupapes par cylindres – technique de pointe pour cette époque où la plupart des moteurs n’en ont que deux – est également présent. Les pistons en aluminium compte également parmi les innovations techniques majeures apportées par Bentley. L’allumage est quant à lui assuré par deux bougies par cylindre, un magnéto Bosch et une double bobine Delco.
Le moteur, dont la cylindrée est portée à 6 597 cm3 (grâce aux deux cylindres supplémentaires) et dont l’alimentation est assurée par un carburateur, développe une puissance de 147 ch (108 kW), transmise aux roues arrière via une boîte de vitesses mécanique à quatre rapports non synchronisés ; son importante longueur de course – le rapport alésage/course étant de 100 mm × 140 mm – permet au moteur de disposer d’un couple élevé.
Le châssis en acier adopte une structure en échelle plus conventionnelle. Sont également de facture classique, le système de freinage – actionnant par câble des tambours particulièrement imposants mais efficaces, eu égard au poids conséquent de l’automobile (entre 2 031 kg et 2 286 kg) –, ainsi que le système de suspension, assuré par des ressorts à lames semi elliptiques auxquels sont adjoints des amortisseurs hydrauliques. La longueur du châssis varie selon les versions entre 2 984 mm et 3 302 mm.
Enfin, la Bentley Speed Six se distingue de la 6½ Litre essentiellement par son taux de compression supérieur et son carburateur supplémentaire lui octroyant une puissance de 180 ch (134 kW) à 3 500 tr/min ; cette puissance est d’ailleurs portée en 1929 à 200 ch (147 kW),. La vitesse maximale atteint pour sa part les 150 km/h. Techniquement, elle se distingue également par un radiateur plus grand destiné à évacuer le surplus de calories générées par l’augmentation de puissance.

## Résultats sportifs

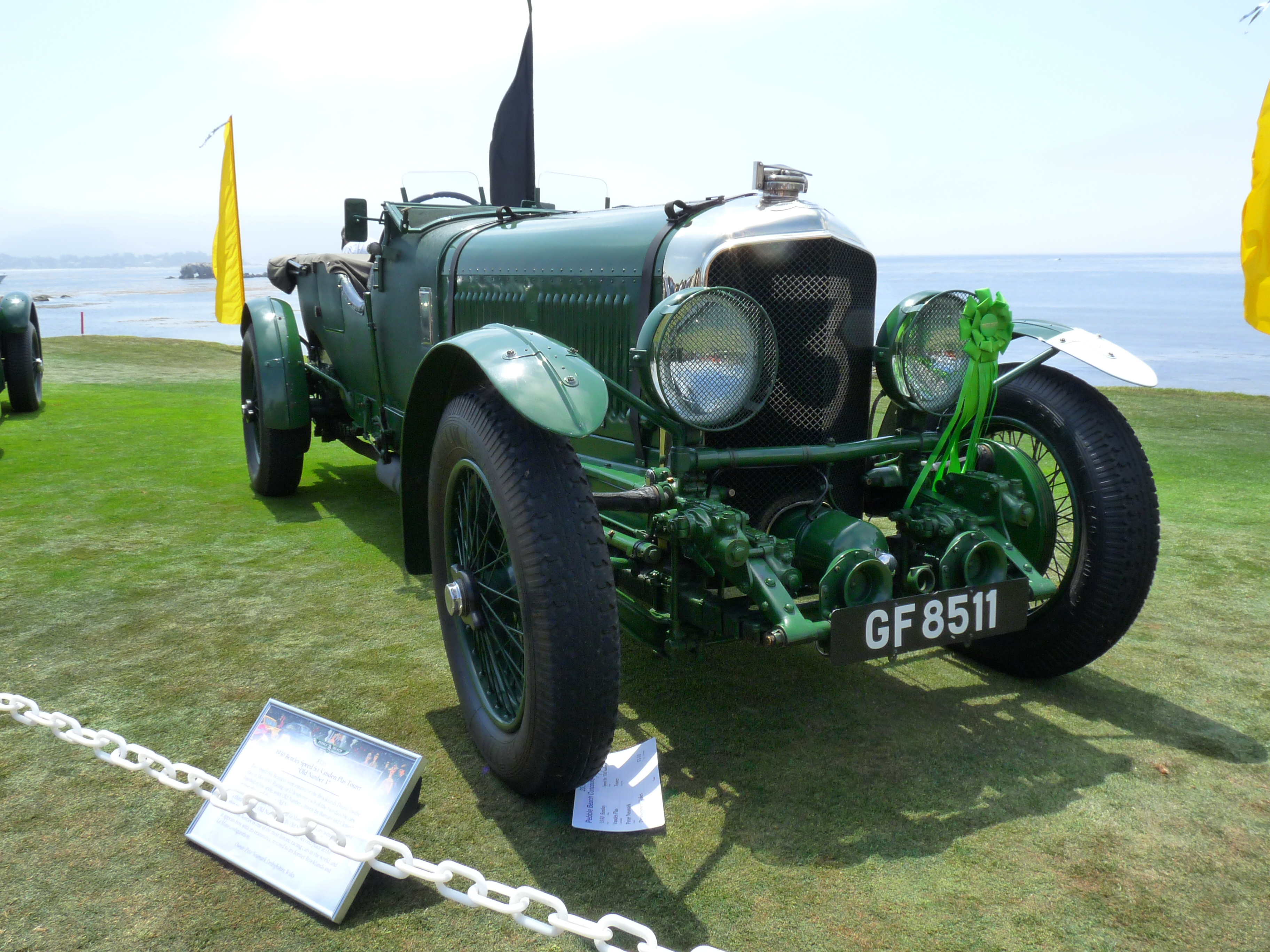
La Bentley Speed Six « Old Number Three » de Frank Clement et Richard Watney.

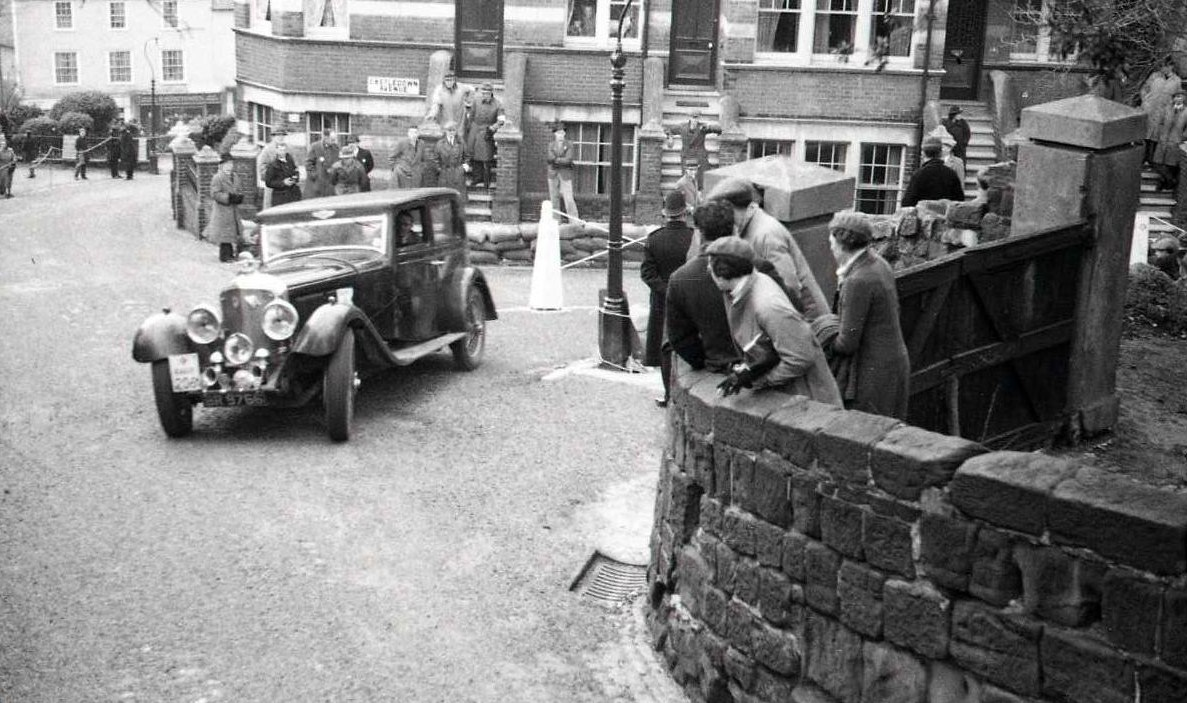
Une Bentley Speed Six saloon 1929, toujours en course lors du RAC Rally de 1937.

À l’inverse des 6½ Litre, passées inaperçues dans l’histoire de Bentley en compétition, les Speed Six se sont constituées en à peine deux ans un palmarès sportif exceptionnel, comprenant notamment le doublé réalisé aux 24 Heures du Mans de 1929 et 1930. Ce doublé est d’autant plus marquant que d’une part, il succède à deux autres victoires de Bentley au Mans – celles de la 3 Litre en 1927 et de la 4½ Litre en 1928 – et que d’autre part, il permet à Woolf Barnato, le « chef » des Bentley Boys, de réaliser l’exploit de remporter les trois dernières de ces courses en seulement trois participations et avec trois coéquipiers différents.
Le 10 mai 1929, la Bentley Speed Six « Old Number One » est engagée au Brooklands Double Twelve, épreuve d’endurance de deux fois 12 heures ; mais en raison d’un problème de dynamo, l’automobile ne termine pas la course. Malgré ce revers, la Old Number One est alignée au départ des 24 Heures du Mans le mois suivant, pilotée par Woolf Barnato et Henry « Tim » Birkin. Au bout de 174 tours, la voiture remporte l’épreuve devant trois Bentley 4½ Litre, ce qui donne lieu à un podium exceptionnel dans l’histoire de la course mancelle,. Bentley, emporté par l’enthousiasme suscité par cette victoire, engage ensuite la voiture au Brooklands Six Hours, qu’elle remporte.
En 1930, trois Speed Six et deux Bentley Blower (Bentley 4½ Litre disposant d’un compresseur mécanique) sont alignées aux 24 Heures du Mans ; ces deux dernières, souffrant d’une fiabilité défaillante, ne prennent pas part à la lutte qui met aux prises les Speed Six à la Mercedes-Benz SS à compresseur (d’une cylindrée de 7 litres),. La Bentley de Barnato, la « Old Number Two », longtemps dominée par la Mercedes, finit par prendre la tête au bout du 36e tour. Pour se maintenir à cette place, « Barnato a su jouer son rôle à la perfection » : en effet, pour essayer de reprendre la tête de la course, la Mercedes devait sans cesse actionner son compresseur ; « or, il est bien connu que cela risquait d’abîmer le moteur ». Finalement, Woolf Barnato et Glen Kidston s’imposent et Frank Clement et Richard Watney terminent à la deuxième place.
À noter également le doublé réalisé aux 24 Heures de Brooklands (Brooklands Double Twelve) cette même année.
| Année | Épreuve                  | Position | Pilotes                             | Équipe              | Modèle            |
| ----- | ------------------------ | -------- | ----------------------------------- | ------------------- | ----------------- |
| 1929  | 24 Heures du Mans        | 1er      | Woolf Barnato, Henry « Tim » Birkin | Bentley Motors Ltd. | Bentley Speed Six |
| 1929  | Brooklands Six Hours     | 1er      | Woolf Barnato, Jack Dunfee          | Bentley Motors Ltd. | Bentley Speed Six |
| 1930  | 24 Heures du Mans        | 1er      | Woolf Barnato, Glen Kidston         | Bentley Motors Ltd. | Bentley Speed Six |
| 1930  | 24 Heures du Mans        | 2e       | Frank Clement, Richard Watney       | Bentley Motors Ltd. | Bentley Speed Six |
| 1930  | Brooklands Double Twelve | 1er      | Woolf Barnato, Frank Clement        | Bentley Motors Ltd. | Bentley Speed Six |
| 1930  | Brooklands Double Twelve | 2e       | Sammy Davis, Clive Dunfee           | Bentley Motors Ltd. | Bentley Speed Six |

## Course du Train bleu

### Récit de la course

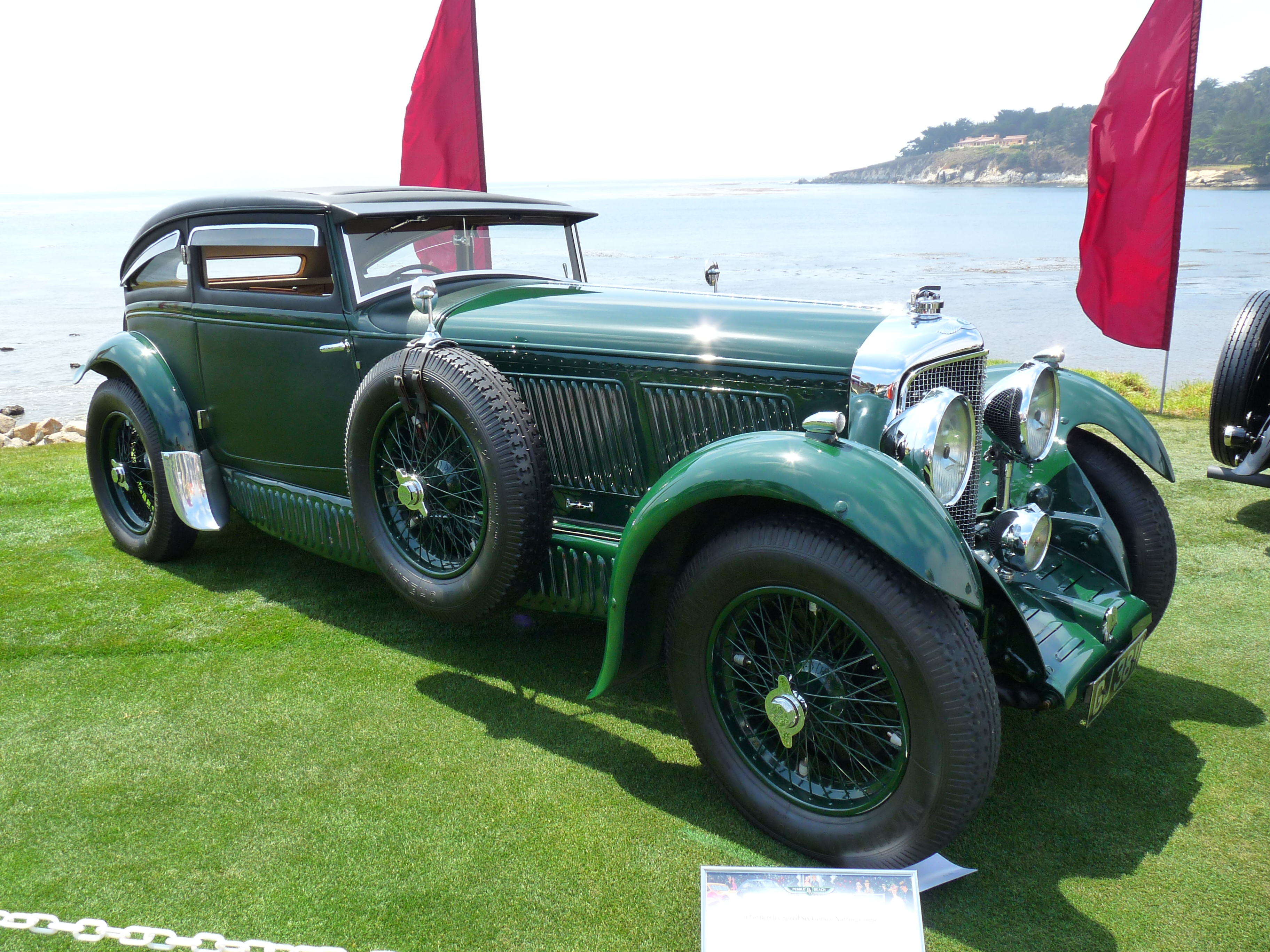
La Bentley Speed Six « Blue Train Spécial ».

En janvier 1930, le constructeur Rover acquiert une importante notoriété à travers le monde après le succès de sa Rover Light Six lors de la course du Train bleu opposant des automobiles au célèbre Train bleu reliant Calais à Cannes. En mars 1930, au cours d’une soirée organisée à l’Hôtel Carlton, Barnato argue qu’il n’y a aucun mérite à aller plus vite que le Train bleu et parie 200 livres sterling qu’au volant de sa propre Bentley Speed Six il se fait fort de rejoindre Londres avant que le Train bleu n’atteigne Calais,,,.
Le 13 mars 1930 à 17 h 45, au moment où le Train bleu quitte la station de Cannes, Barnato et son ami Dale Bourne prennent le départ de la Croisette au volant de la Bentley Speed Six de Bernato,. Le périple n’est pas sans embûches ; en France, les deux pilotes affrontent notamment une pluie battante puis un brouillard épais. Par ailleurs, à 4 h 20, ils perdent un temps considérable à chercher le point de ravitaillement à Auxerre. Ils rejoignent la côte à Calais à 10 h 30, d’où ils prennent le bateau pour l’Angleterre. Finalement, ils atteignent St. James’s Street à 15 h 20, soit à peine quatre minutes avant l’arrivée du Train bleu à Calais. Certes, Bernato gagne son pari, mais l’amende que les autorités françaises lui ont infligée pour avoir couru sur routes ouvertes est supérieure à ses gains.

### Confusion autour de la Speed Six Blue Train
Une certaine confusion entoure, pendant longtemps, l’identité de la Speed Six de la course du Train bleu. En effet, celle pilotée par Bernato lors de cette course est un modèle carrossé par H. J. Mulliner ; après la victoire, elle gagne le surnom de Blue Train Bentley. Deux mois plus tard, le 21 mai 1930, Bernato acquiert une Speed Six fastback « Sportsman Coupé » carrossée par Gurney Nutting et lui donne le surnom de Blue Train Spécial, en souvenir de sa victoire. La proximité entre les deux noms est à l’origine d’une confusion entre les deux voitures, et la version carrossée par Nutting finit avec le temps par passer dans la mémoire collective pour celle ayant participé à la course, et prendre donc le nom de Blue Train Bentley.
L’erreur est entretenue encore longtemps par un nombre important d’articles et de peintures retraçant la course ; la célèbre peinture de Terence Cuneo sur laquelle s’affronte la Bentley Gurney Nutting et le Train bleu est notamment en cause,. Même en 2005, lors du 75e anniversaire de la course, le service de communication de Bentley fait l’amalgame entre les deux automobiles,. Grâce aux efforts de recherche de Bruce et Jolene McCaw, devenus les propriétaires de la Speed Six Gurney Nutting, cette erreur est désormais moins répandue. D’ailleurs, la carrosserie de Mulliner fut reconstruite et appartient également aux époux McCaw.

## Épilogue

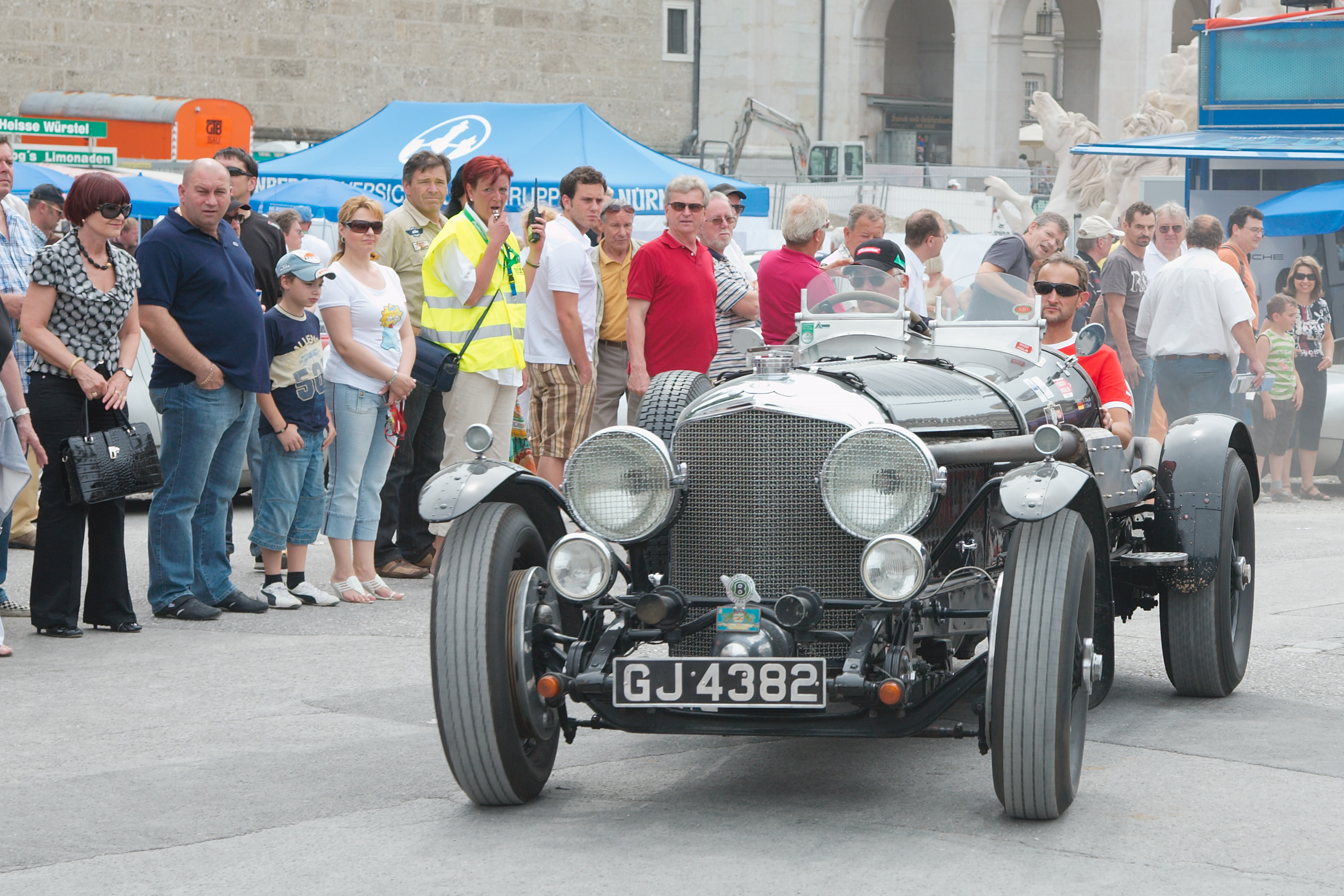
Une Speed Six au Gaisbergrennen 2009.

Malgré son passé sportif peu glorieux, la Bentley 6½ Litre est produite à 363 exemplaires entre 1926 et 1930 ; sa version de compétition, la Speed Six, est quant à elle produite à 182 exemplaires de 1928 à 1930. Les victoires « retentissantes » de cette dernière, notamment aux 24 Heures du Mans et sur le circuit anglais de Brooklands, ont non seulement durablement accru son prestige, mais également celui de la marque Bentley. La contribution non négligeable de Woolf Barnato à ces victoires participe également à la légende du constructeur et au mythe des Bentley Boys.
L’histoire qui lie Bentley aux Bentley Boys, et plus particulièrement à Woolf Barnato, se termine néanmoins avec la Speed Six. Au début des années 1930, les Années folles cèdent brutalement leur place à la crise de Wall Street ; Bentley connaît à nouveau des problèmes financiers que Barnato ne peut cette fois-ci résoudre sans mettre en péril sa fortune personnelle, ; le développement du 6 cylindres de la 6½ Litre a d’ailleurs grandement participé à l’endettement de l’entreprise. Le carnet de commande de Bentley, dont les automobiles sont particulièrement chères (entre 2 300 £ et 2 500 £ pour la Speed Six), se vide. En 1931, W. O. Bentley est contraint de vendre son entreprise et Rolls-Royce en fait l’acquisition en novembre pour un montant de 125 175 £.
De nos jours, les Bentley 6½ Litre et Speed Six – dont la plupart des 545 exemplaires existent toujours – sont estimées entre 400 000 et 600 000 $ ; néanmoins, ce prix varie fortement en fonction du passé sportif du modèle et de son authenticité.